# Brankovci
Brankovci (Servisch cyrillisch Бранковци) is een plaats in de Servische gemeente Bosilegrad. De plaats telt 116 inwoners (2002).